# Apsioú
Apsioú (grec moderne : Αψιού) est un village chypriote situé dans le district de Limassol et comptant 208 habitants.